# Ключ-трещотка
Ключ-трещотка (также известен как трещоточный ключ) — ключ, для того чтобы была возможность быстро и легко откручивать и закручивать болты и гайки.

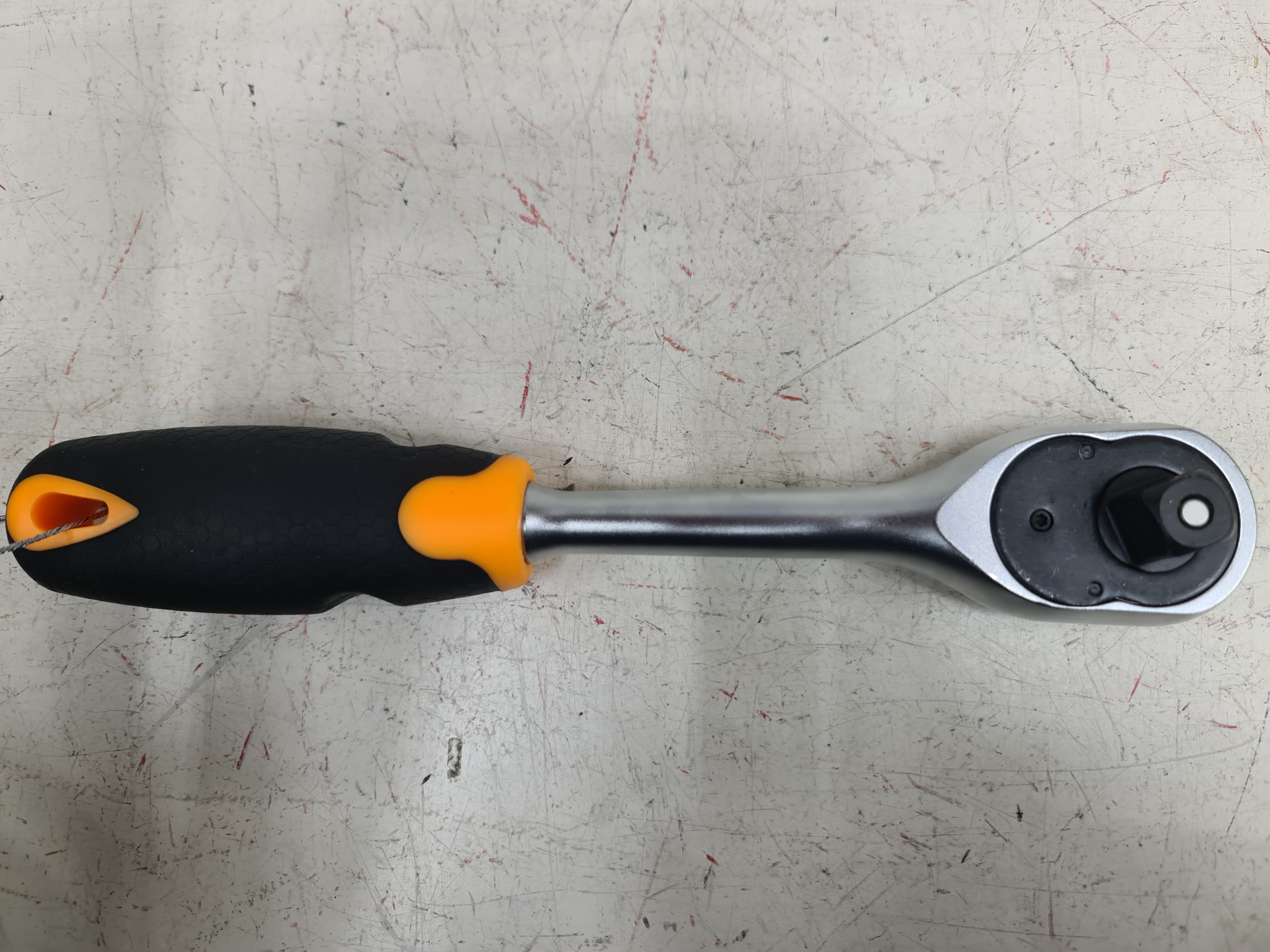
Стандартный трещоточный ключ

Ключи-трещотки изготавливаются из хромованадиевой, нержавеющей или хромомолибденовой стали и имеют антикоррозийное покрытие. Ключ состоит из двух частей: рукоятки и головки с храповым механизмом, позволяющим откручивать крепежи не отрывая инструмента. Сам вращающийся механизм находится в закрытом зеве. Он может вращаться как только в одну сторону, т.е. быть односторонним, так и в обе стороны (тогда это будет двусторонний ключ). Изменение направления вращения производится с помощью специального переключателя (их бывает два вида: флажковый и дисковый). Вращение самого механизма обеспечивает шестерня с определённым количеством зубцов на ней: от 24 до 72. Чем больше зубцов, тем плавнее работает ключ.

## Виды ключей
Накидные ключи-трещотки — по своему внешнему виду напоминают накидные гаечные ключи. Накидные ключи-трещотки имеют две рабочие части разного размера. Такие ключи используются в ремонте и обслуживании автомобилей: благодаря тонким стенкам головки таким ключом очень удобно работать с труднодоступными узлами машины.
Ключи-трещотки для торцевых головок позволяют откручивать крепёж с квадратным сечением и закреплять торцевые головки с нужным хвостовиком.